# پگی مورلند
پگی مورلند (انگلیسی: Peggy Moreland؛ زادهٔ ۱۹??) یک نویسنده اهل ایالات متحده آمریکا است.